# I. Janus ciprusi király
I. Janus (Genova, 1374/75 – Nicosia, 1432. június 28. ), franciául: Janus I, görögül: Ιανός A', örményül: Յանուս Ա, ciprusi király, címzetes jeruzsálemi és örmény király. Lusignan Mária nápolyi királyné bátyja és I. László nápolyi király sógora. A Lusignan-ház tagja.

## Élete
Édesapja I. Jakab ciprusi király, édesanyja Helvis braunschweig-wolfenbütteli hercegnő.
Genovában született 1374-ben vagy 1375-ben, ahol apja fogságban volt ez idő tájt, majd apja trónra lépte (1382) után is egy ideig túszként apja helyett itt öltötte gyermekéveit.
1398-ban apja halála után foglalta el a trónt, és 1399. november 11-én Nicosiában a Szent Bölcsesség Székesegyházban koronázták királlyá.
1400 januárja után feleségül vette Visconti Anglesia milánói hercegnőt, akinek a szülei Bernabò Viscontinak, milánói úr, Stefano Visconti és Valentina Doria fia, valamint Regina della Scala veronai úrnő, II. Mastino veronai úr és Taddea da Carrara padovai úrnő leánya voltak. Anglesia nővére volt Visconti Valentina ciprusi királyné, II. (Kövér) Péter ciprusi király felesége.
A házasságot 1408-ban felbontották. Gyermekei nem születtek. Anglesia ezután soha többé nem ment férjhez.
Második házasságát Bourbon Sarolta, la Marche-i grófnővel kötötte, amely először 1409. augusztus 2-án, a franciaországi Melunben képviselők útján még I. Janus távollétében történt meg. Sarolta édesapja I. János (1344–1393), la Marche grófja, édesanyja Katalin (–1412) vendôme-i grófnő, VI. János vendôme-i gróf lánya volt.
Sarolta legidősebb testvére, Bourbon Jakab II. Johanna nápolyi királynő második férje volt, így Janus a nápolyi királynő sógornője lett 1415-ben. A tényleges esküvőre 1411. augusztus 25-én került sor a nicosiai Szent Bölcsesség Székesegyházban. A házasságból két, felnőttkort megért gyermek született: János, aki apja halála után II. János néven foglalta el Ciprus trónját és Anna (1419–1462), aki I. Lajos savoyai herceghez ment feleségül, és akivel 19 gyermekük született.
Sarolta 1422. január 15-én pestisben hunyt el Nicosiában. A Dominikánus templomában temették el. Halála után Janus nem nősült újra.
1426-ban az egyiptomi Mamlúk Birodalom megtámadta és elfoglalta Ciprust. Janust elfogták, és Kairóba hurcolták Al-Asraf Barszbáj egyiptomi szultán foglyaként. 1428-ban a johanniták segítségével kiváltották az egyiptomi fogságából, de csak azzal a feltétellel, ha Ciprus elfogadja Egyiptom fennhatóságát a sziget felett, mellyel az egyiptomi szultánok lettek ciprusi királyok hűbérurai. A ciprusi királyt éves adó fizetésére kötelezték.
Janus 1432. június 28-án halt meg, és a földi maradványait a nicosiai Dominikánus templomban helyezték örök nyugalomra

## Gyermekei
- 1. feleségétől, Visconti Anglesia (1374/80–1439) milánói hercegnőtől, nem születtek gyermekei
- 2. feleségétől, Bourbon Sarolta (1388–1422) la Marche-i grófnőtől, 4 gyermek:
  - János (1418–1458), II. János néven ciprusi király, 1. felesége Palaiologosz Amadea (1420 (körül)–1440) montferrati őrgrófnő, gyermekei nem születtek, 2. felesége Palaiologosz Ilona (1428–1458) bizánci császári hercegnő, 2 leány+1 természetes fiú:
    - (második házasságából): Lusignan Sarolta (1442–1487), apja utóda a ciprusi trónon I. Sarolta néven (1458–1461), első férje Portugáliai János (1433–1457) coimbrai herceg, nem születtek gyermekei, a második férje Lajos (1436–1482) savoyai herceg, l. lent, egy fiú:
      - (második házasságából): Savoyai Hugó (Henrik) (1464 – 1464. július 4. előtt) ciprusi királyi herceg

    - (második házasságából): Lusignan Kleofa (Kleopátra) (1444–1448) ciprusi királyi hercegnő
    - (Ágyasától, Patraszi Marietta görög úrnőtől): Fattyú Jakab (1438–1473), II. Jakab néven elbitorolta a ciprusi trónt húgától, Saroltától (1461–1473), felesége Cornaro Katalin (1454–1510) velencei patriciuslány, aki fia halála után I. Katalin néven ciprusi királynő (1474–1489) lett, 1 fiú, ágyasaitól négy további gyermek, többek között:
      - (Házasságából): III. Jakab (1473. augusztus 28. – 1474. augusztus 26.) ciprusi király a születésétől a haláláig

  - Anna (1419–1462), férje I. Lajos (1402–1465) savoyai herceg, 19 gyermek, többek között:
    - Savoyai Lajos (1436–1482) ciprusi király iure uxoris, l. fent

  - Jakab (1420 után–1426 előtt) ciprusi királyi herceg
  - Mária (1420 után–1437 után) ciprusi királyi hercegnő